# Assemblea Parlamentària del Consell d'Europa
L'Assemblea Parlamentària del Consell d'Europa és la dimensió parlamentària del Consell d'Europa, la seu del qual es troba a Estrasburg. L'Assemblea és un dels dos òrgans estatutaris del Consell d'Europa que està compost del Comitè de Ministres (els ministres d'Afers exteriors es reuneix usualment al nivell dels seus diputats) i l'Assemblea que representa a les forces polítiques (la majoria i l'oposició) en els estats membres.

## Història
L'Assemblea va ser instituïda per l'estatut del Consell d'Europa, signat a Londres el 5 de maig de 1949. L'article 22 disposa que l'Assemblea és l'òrgan deliberant del Consell d'Europa. Anomenat Assemblea consultiva en l'estatut, és correntment denominada Assemblea parlamentària des de 1974. L'assemblea parlamentària, que va tenir la seva primera sessió el 10 d'agost de 1949, pot ser considerada la més antiga assemblea parlamentària internacional, amb una composició pluralista de diputats escollits democràticament establerta sobre la base d'un tractat intergovernamental.

## Funcions
A diferència del Parlament Europeu (una institució de la Unió Europea), que ha estat creat seguint el model de l'Assemblea Parlamentària del Consell d'Europa i també es reuneix a Estrasburg per a les seves sessions plenàries, el poder de l'Assemblea s'estén solament a la capacitat d'investigar, recomanar i aconsellar. Així i tot, les seves recomanacions sobre temes tals com els drets humans tenen un pes significatiu en el context polític europeu. El Parlament Europeu i altres institucions de la UE sovint es remeten al treball de l'Assemblea, especialment en el camp dels drets humans, cooperació legal i cultural.
Entre les funcions estatutàries importants de l'Assemblea es troba l'elecció del Secretari General del Consell d'Europa, els jutges del Tribunal Europeu de Drets Humans i els membres del Comitè Europeu per a la prevenció de la tortura.
En general, l'assemblea es reuneix 4 vegades a l'any en el Palau d'Europa, a Estrasburg, per una setmana. Les deu comissions permanents de l'assemblea es reuneixen durant tot l'any per preparar informes i projectes per a resolucions en els camps de la seva competència. Els temes principals dels quals s'ocupen són els drets humans, la democràcia, la protecció de les minories i el govern de la llei.